# Viva la muerte... tuya
Viva la muerte... tuya es una película del año 1972 dirigida por el cineasta italiano Duccio Tessari. Es un spaghetti western cómico protagonizado por actores famosos como Franco Nero y Eli Wallach.

## Argumento
Dmitri Vassilovich Orlowsky (Franco Nero), un príncipe ruso, corre tras la pista de un tesoro sepultado en la región de Piedras Negras, en México. El único que puede ayudarle a localizar el oro es un tal Lozoya (Eli Wallach), un bandido que posee el mapa del escondite. Pero este se encuentra en la prisión de Yuma en espera de ser ahorcado.